# Le Plateau (Oullins)
Le Plateau est le nom d'une salle de concert d'Oullins, près de Lyon.
Elle est créée en 1981 sous le nom le Clacson, dans la MJC d'Oullins. Sa programmation est consacrée aux musiques actuelles, en collaboration avec la station de radio locale Sol FM. 
En 2014, elle cesse toute activité. Cependant, sa réouverture est envisagée en 2017. De fait, c'est sous le nom de Yelolino que la salle reprend ses spectacles en 2018. En 2023, elle change encore de nom pour s'appeler Le Plateau.